# Никола Нинкович
Никола Нинкович (серб. Nikola Ninković; нар. 19 грудня 1994, Богатич) — сербський футболіст, нападник грузинського «Торпедо» (Кутаїсі).
Грав у складі молодіжної збірної Сербії.

## Клубна кар'єра
Народився 19 грудня 1994 року в місті Богатич. Вихованець футбольної школи «Партизана». Дорослу футбольну кар'єру розпочав 2011 року в основній команді того ж клубу, в якій провів чотири з половиною сезони, взявши участь у 81 матчі чемпіонату.
На початку 2016 року перебрався до Італії, ставши гравцем «К'єво», до основного складу якої, утім, не пробився. Натомість за пів року перейшов до «Дженоа», в кому протягом сезону 2016/17 був гравцем ротації, взявши участь у 17 іграх елітного італійського дивізіону. Згодом у 2017—2021 роках грав на рівні Серії B, спочатку на правах оренди за «Емполі», а згодом на умовах повноцінних контрактів з «Асколі» та «Брешією».
Сезон 2021/22 відіграв на батьківщині у складі «Пролетера» (Нови-Сад), після чого протягом року захищав кольори боснійського «Бораца» (Баня-Лука).
У липні 2023 року приєднався до грузинського «Торпедо» (Кутаїсі).

## Виступи за збірні
2011 року дебютував у складі юнацької збірної Сербії (U-17), загалом на юнацькому рівні взяв участь у 12 іграх, відзначившись 6 забитими голами.
Протягом 2012—2016 років залучався до складу молодіжної збірної Сербії. На молодіжному рівні зіграв у 5 офіційних матчах, забив 2 голи.

## Статистика виступів

### Статистика клубних виступів
Станом на 25 червня 2023
| Сезон                | Команда              | Чемпіонат            | Чемпіонат | Чемпіонат | Національний кубок | Національний кубок | Національний кубок | Континентальні кубки | Континентальні кубки | Континентальні кубки | Інші змагання | Інші змагання | Інші змагання | Усього | Усього |
| Сезон                | Команда              | Ліга                 | Ігор      | Голів     | Ліга               | Ігор               | Голів              | Ліга                 | Ігор                 | Голів                | Ліга          | Ігор          | Голів         | Ігор   | Голів  |
| -------------------- | -------------------- | -------------------- | --------- | --------- | ------------------ | ------------------ | ------------------ | -------------------- | -------------------- | -------------------- | ------------- | ------------- | ------------- | ------ | ------ |
| 2011–12              | «Партизан»           | СЛ                   | 4         | 0         | КС                 | 1                  | 0                  | ЛЧ+ЛЄ                | 2+0                  | 0                    |               | -             | -             | 7      | 0      |
| 2012–13              | «Партизан»           | СЛ                   | 21        | 4         | КС                 | 1                  | 0                  | ЛЧ+ЛЄ                | 3+2                  | 0                    | -             | -             | -             | 27     | 4      |
| 2013–14              | «Партизан»           | СЛ                   | 19        | 2         | КС                 | 2                  | 2                  | ЛЧ+ЛЄ                | 3+2                  | 0                    | -             | -             | -             | 26     | 4      |
| 2014–15              | «Партизан»           | СЛ                   | 23        | 4         | КС                 | 5                  | 1                  | ЛЧ+ЛЄ                | 4+6                  | 1+0                  | -             | -             | -             | 38     | 6      |
| 2015-січ. 2016       | «Партизан»           | СЛ                   | 14        | 3         | КС                 | 1                  | 0                  | ЛЧ+ЛЄ                | 3+5                  | 0                    | -             | -             | -             | 23     | 3      |
| Усього за «Партизан» | Усього за «Партизан» | Усього за «Партизан» | 81        | 13        |                    | 10                 | 3                  |                      | 30                   | 1                    |               | -             | -             | 121    | 17     |
| січ.-черв. 2016      | «К'єво»              | A                    | 1         | 0         | КІ                 | -                  | -                  | -                    | -                    | -                    | -             | -             | -             | 1      | 0      |
| 2016–17              | «Дженоа»             | A                    | 17        | 2         | КІ                 | 2                  | 1                  | -                    | -                    | -                    | -             | -             | -             | 19     | 3      |
| серп. 2017           | «Дженоа»             | A                    | 0         | 0         | КІ                 | 1                  | 0                  | -                    | -                    | -                    | -             | -             | -             | 1      | 0      |
| Усього за «Дженоа»   | Усього за «Дженоа»   | Усього за «Дженоа»   | 17        | 2         |                    | 3                  | 1                  |                      | -                    | -                    |               | -             | -             | 20     | 3      |
| серп. 2017–18        | «Емполі»             | B                    | 20        | 4         | КІ                 | 0                  | 0                  | -                    | -                    | -                    | -             | -             | -             | 20     | 4      |
| 2018–19              | «Асколі»             | B                    | 31        | 6         | КІ                 | 0                  | 0                  | -                    | -                    | -                    | -             | -             | -             | 31     | 6      |
| 2019–20              | «Асколі»             | B                    | 31        | 9         | КІ                 | 1                  | 0                  | -                    | -                    | -                    | -             | -             | -             | 32     | 9      |
| 2020-лют. 2021       | «Асколі»             | B                    | 0         | 0         | КІ                 | 0                  | 0                  | -                    | -                    | -                    | -             | -             | -             | 0      | 0      |
| Усього за «Асколі»   | Усього за «Асколі»   | Усього за «Асколі»   | 62        | 15        |                    | 1                  | 0                  |                      | -                    | -                    |               | -             | -             | 63     | 15     |
| лют.-черв. 2021      | «Брешія»             | B                    | 0         | 0         | КІ                 | -                  | -                  | -                    | -                    | -                    | -             | -             | -             | 0      | 0      |
| 2021–22              | «Пролетер»           | СЛ                   | 17        | 2         | RC                 | -                  | -                  | -                    | -                    | -                    | -             | -             | -             | 17     | 2      |
| 2022–23              | «Борац» (Баня-Лука)  | ПЛ                   | 10        | 0         | КБГ                | 1                  | 0                  | -                    | -                    | -                    | -             | -             | -             | 11     | 0      |
| Усього за кар'єру    | Усього за кар'єру    | Усього за кар'єру    | 208       | 36        |                    | 15                 | 4                  |                      | 30                   | 1                    |               | -             | -             | 253    | 41     |

## Титули і досягнення
- Володар Суперкубка Грузії (1):

«Торпедо» (Кутаїсі) : 2024